# John Alfred Osborne
John Alfred Osborne (* 27. Mai 1935 in St. Peters, Montserrat; † 2. Januar 2011 in Boston, USA) war montserratischer Politiker und Chief Minister von Montserrat.

## Leben
Osborne studierte am Paddington Technical College in London Bauingenieur, am Mirtshals College in Dänemark Hydraulik-Ingenieur und an der Gardner School of Engineering in England Mechanik-Ingenieur. Daraufhin arbeitete er zunächst von 1955 bis 1958 bei der British Rail als Technical Engineer. Ab 1960 bis ins Jahr 2000 war Osborne der Firmen-Direktor der Great Western Shipping. Er war Mitglied des New People’s Liberation Movement und  wurde im März 1966 das erste Mal ins Parlament gewählt, dem er bis 2001 angehörte. Zwischen den Jahren 1978 und 1991 sowie zwischen den Jahren 2001 und 2006 war Osborne der Chief Minister von Montserrat. In der Regierung von Lowell Lewis war er bis zum 31. März 2009 als Bildungsminister tätig. Anschließend war er vom 18. Juni bis zum 7. September 2009 geschäftsführender Minister.
Osborne erhielt einen Ehrendoktor der American University of the Caribbean. Der internationale Verkehrsflughafen von Montserrat wurde im Juli 2008 zum Flughafen John A. Osborne umbenannt.
Osborne war verheiratet und hatte elf Kinder.  Zu seinen Hobbys zählten Fischen und Segeln.